# Рятувальна операція в печері Різендинг

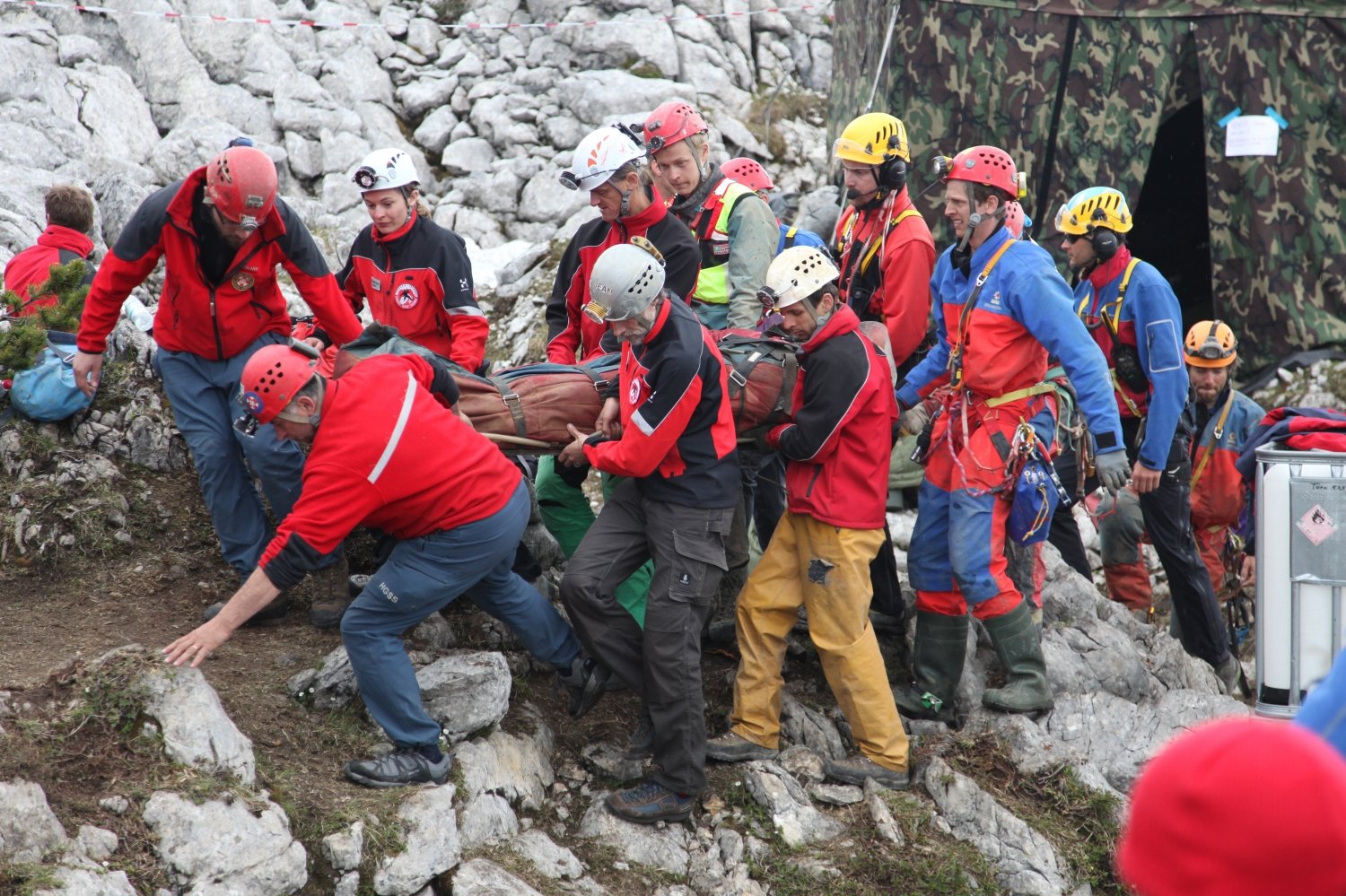
Рятувальники несуть пораненого від медичного намета до гелікоптера.

Рятувальна операція в печері Різендинг проводилася з 8 по 19 червня 2014 року в Баварії, Німеччина і мала за мету евакуацію спелеолога, який під час дослідження цієї печери отримав черепно-мозкову травму внаслідок обвалу. Операція стала однією з наймасштабніших печерних рятувальних операцій в історії: вона тривала 11 днів, в ній брали участь понад 700 людей з п'яти країн, понад 200 з яких побували всередині печери, а її вартість оцінюється майже в 1 мільйон євро.

## Нещасний випадок

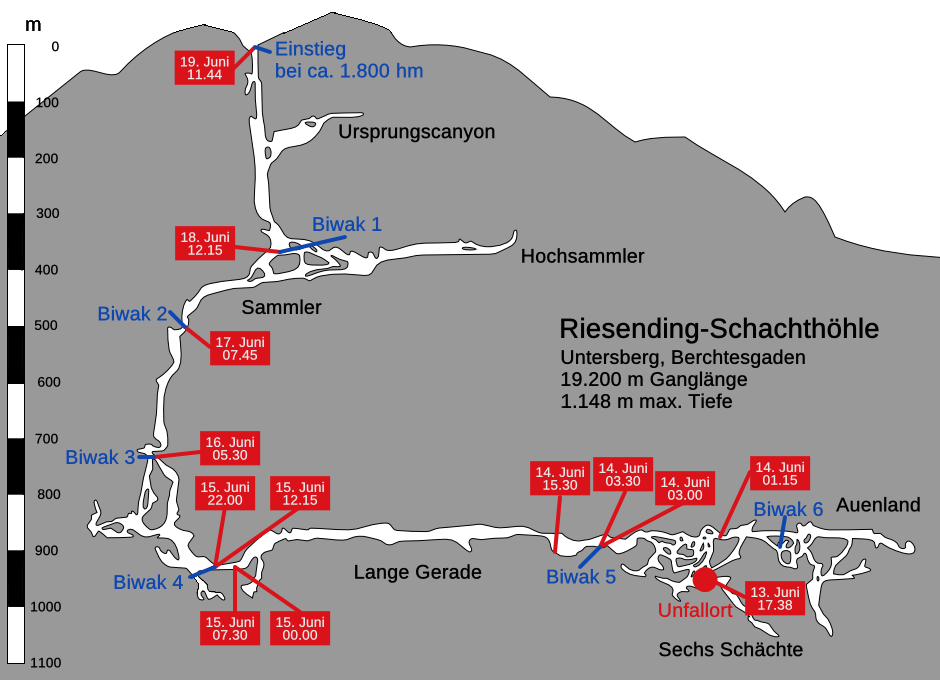
Схема евакуації

Печера Різендинг знаходиться у масиві Унтерсберг, Берхтесгаденські Альпи, в муніципалітеті Бішофсвізен у баварському районі Берхтесгаден. Це найглибша та найдовша вертикальна печера в Німеччині, і вона вважається «технічно складною з першого ж метра».
72-річний Йоганн Вестгаузер та ще двоє спелеологів увійшли до печери опівдні в суботу, 7 червня 2014 року. 8 червня, близько 1:30 ночі (Центральноєвропейський літній час), коли команда знаходилася приблизно на 1000 метрів нижче поверхні та за шість кілометрів від входу в печеру, Вестгаузер отримав серйозні травми голови внаслідок обвалу каменю. Спелеолог зазнав черепно-мозкової травми та перелому вилиці, хоча його шолом був лише злегка пошкоджений.
У печері на той час не було радіо- та мобільного зв'язку з зовнішнім світом. Після надання першої допомоги один з супутників лишився з Вестгаузером, а другий відправився на поверхню за підмогою. Після дванадцяти годин підйому він дістався входу та викликав звідти рятувальників.

## Рятувальна операція

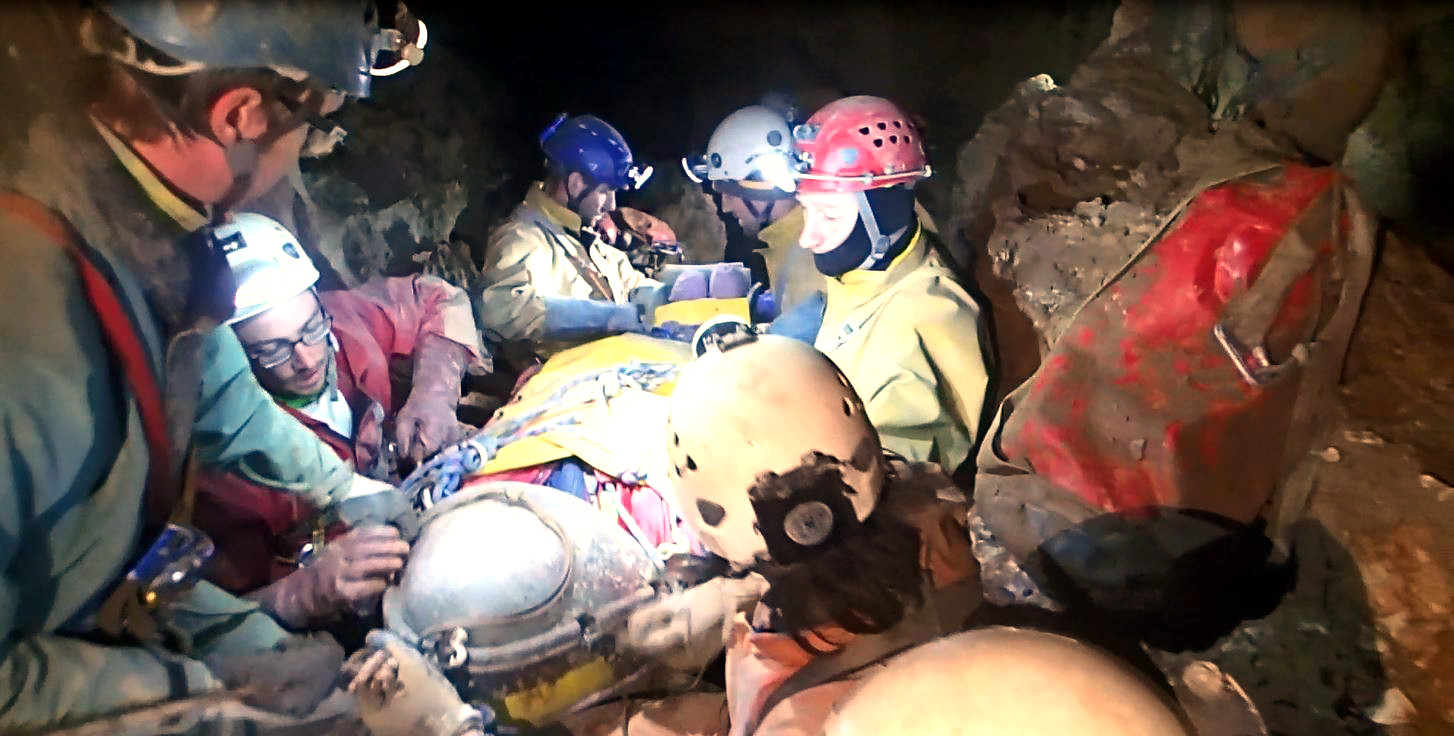
Транспортування пораненого Вестгаузера у печері, 16 червня 2014

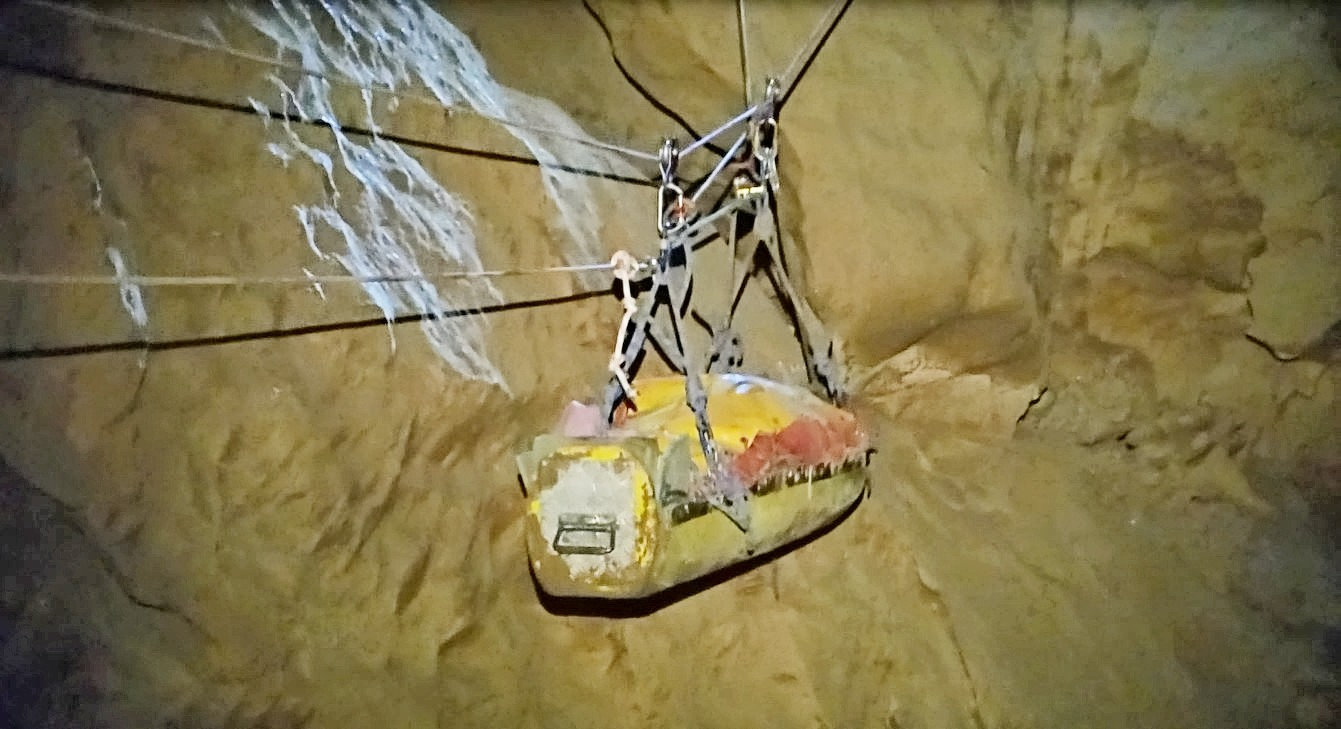
Транспортування ношів, 16 червня

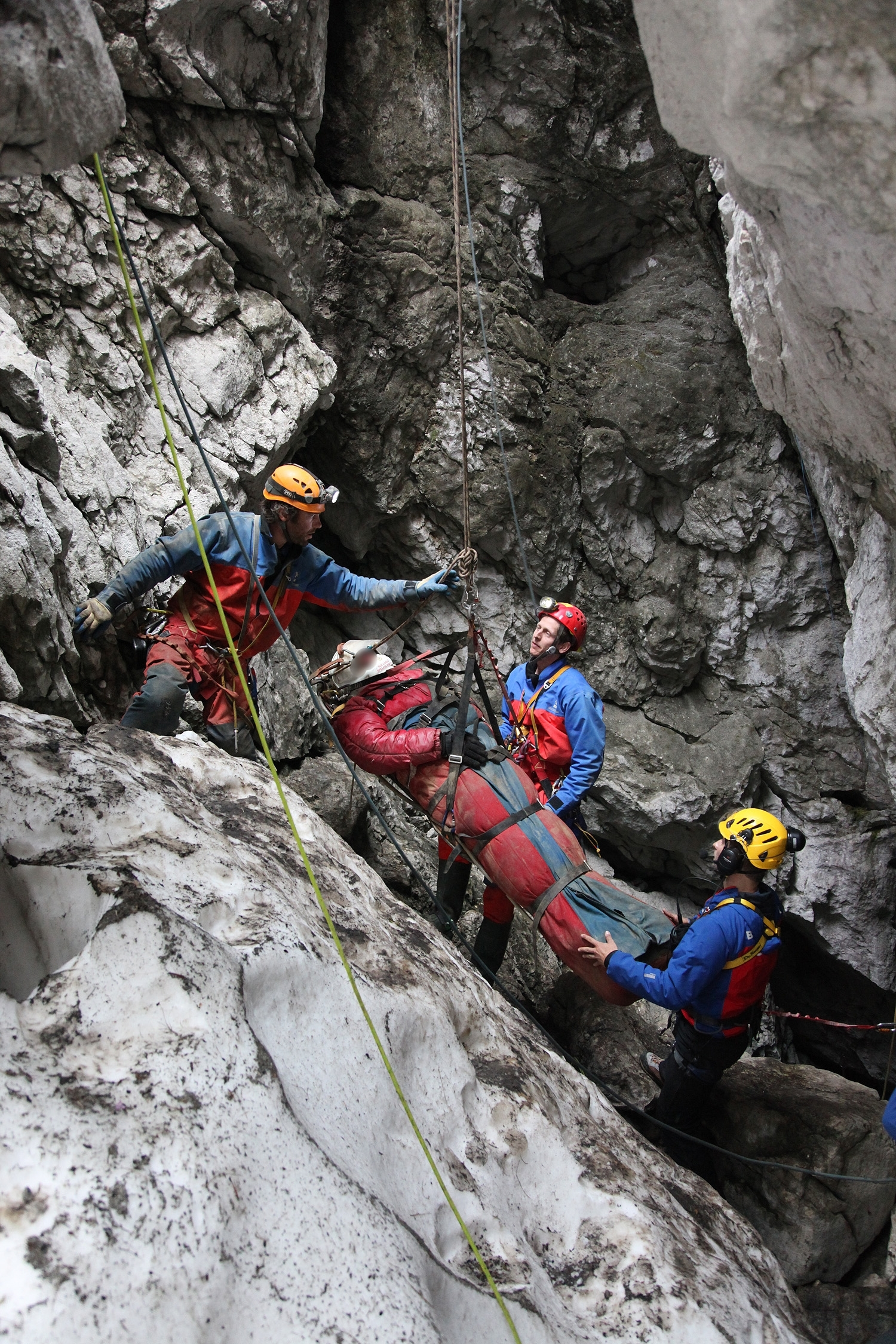
Пораненого підіймають з печери, 19 червня

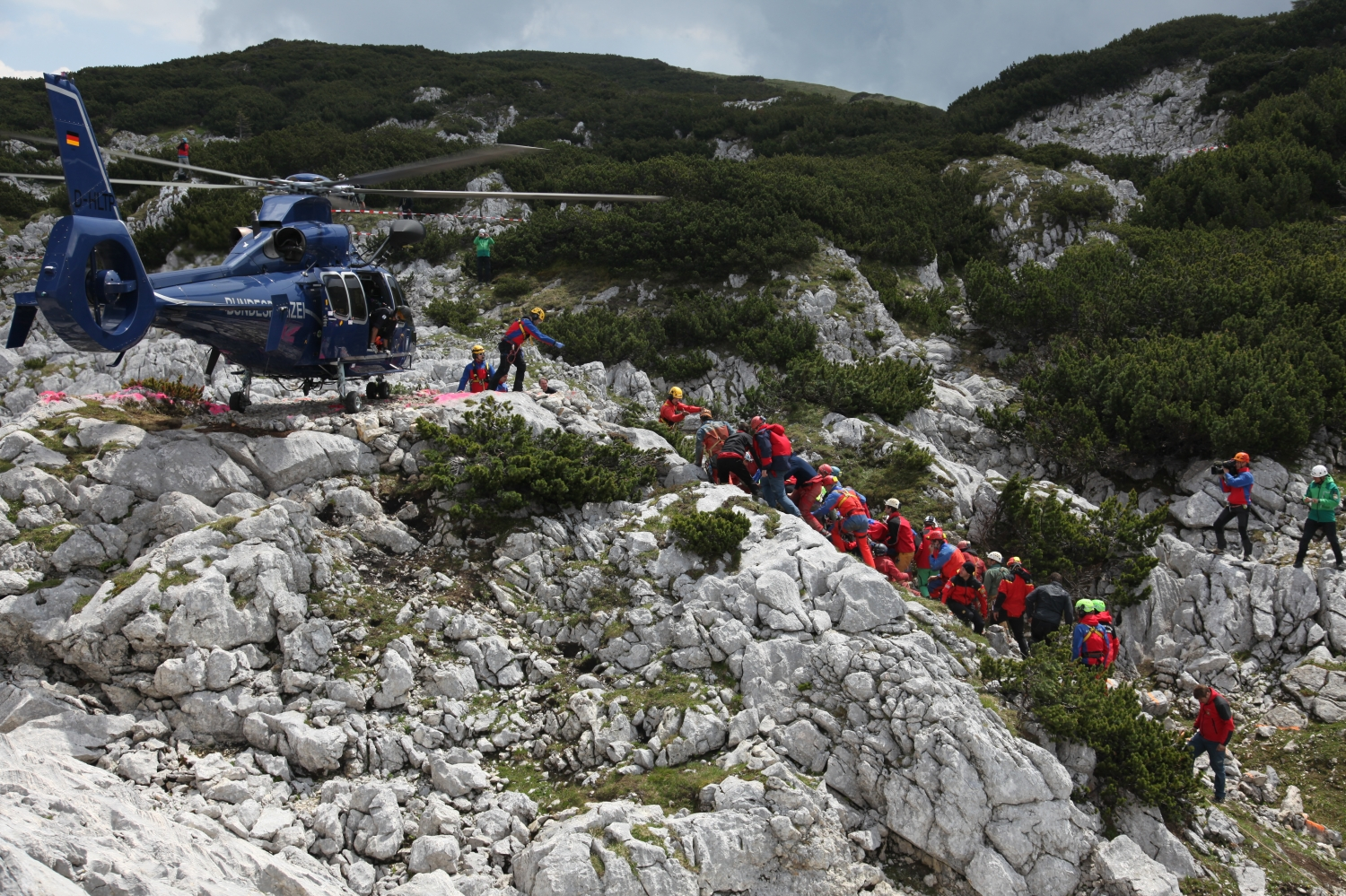
Врятованого несуть до гелікоптера для доставки у лікарню, 19 червня

Того ж вечора три групи печерних рятувальників, загалом одинадцять осіб, увійшли до печери та спустилися до Вестгаузера і його напарника. В печері встановили систему підземного зв'язку. На місце події прибули додаткові гірські рятувальні команди з Німеччини та Австрії за підтримки гелікоптерів баварської та федеральної поліції. Ввечері 11 червня до пораненого дістався лікар. Пізніше вночі прибув другий лікар, і медики дійшли згоди, що Вестгаузер придатний для транспортування.
13 червня розпочалася тривала евакуація пораненого, яка виявилася надзвичайно непростою через характер його травми та складну структуру печери.
Стежки в печері обладнали мотузковими перилами, шлямбурними гаками та опорами для ніг. Великі валуни, що загрожували впасти, закріпили за допомогою монтажної піни. Для зв'язку використовувалася система Cave-Link із резервною вторинною системою, а також був прокладений телефонний кабель.
У часи пік всередині печери перебувало до 60 людей і було встановлено до 90 % рятувального спорядження гірської рятувальної служби Баварії. Біля входу до печери обладнали склад матеріалів, пункт екстреної медичної допомоги та житлові приміщення для співробітників екстрених служб; поблизу побудували тимчасовий вертолітний майданчик. Загалом до операції було залучено 728 рятувальників з п'яти країн, з яких у печері побувало 202: 89 італійців, 42 австрійці, 27 німців, 24 швейцарці та 20 хорватів.
Вестгаузер лишався у стабільному стані та навіть зміг ненадовго встати і допомогти рятувальникам. Особливою проблемою було запобігання «синдрому підвішеного стану» (порушення серцево-судинної функції під час рятувальних заходів, яке виникає внаслідок транспортування потерпілого у вертикальному положенні та може призвести до фібриляції шлуночків та смерті). У вертикальній шахті печери постраждалий був прив'язаний до нош, і рятувальникам довелося витягувати його вгору по 200-метровій вузькій та звивистій шахті вручну, використовуючи власні тіла як противагу для ношів. На останній ділянці ноші тягли ззовну ручною тросовою лебідкою, встановленою над входом до печери. У четвер, 19 червня 2014 року, об 11:44 ранку Вестгаузера успішно доставили на поверхню. Його перенесли до спеціально облаштованого поруч екстреного медпункту, а потім на гелікоптері федеральної поліції відправили до клініки невідкладної допомоги в Мурнау.

## Наслідки
Рятувальна операція, яку було описано як «визначну главу в історії альпійського рятування»
отримала широке міжнародне висвітлення. Начальник гірської рятувальної служби Гейланд порівняв її з порятунком Клаудіо Корті з Північного схилу гори Айгер у 1957 році, який також був організований завдяки міжнародній співпраці.
27 червня 2014 року вхід до печери закрили згідно з муніципальним розпорядженням від 24 червня для запобігання туризму катастроф (щоб уберегти як печеру, так і самих туристів). Індивідуальні дозволи на доступ видаються у випадках законно обґрунтованого інтересу (у німецькому законодавстві це називається Berechtigtes Interesse) і фізичної та професійної придатності.
Операції з використанням гелікоптерів баварської поліції не були оплачені з огляду на те, що причиною інциденту, для якого їх викликали, не був злий умисел або груба недбалість.
У 2015 році Міністерство внутрішніх справ Баварії оцінило вартість рятувальної операції приблизно в 960 000 євро, з яких «значну суму» вніс сам Вестхаузер.
Двоє гірських рятувальників Клеменс Рейндл та Хайнер Бруннер з Баварської гірсько-рятувальної служби були нагороджені премією Роланда Гутча за управління проєктами 2014 року від Німецького товариства управління проєктами у 2015 році за керівництво рятувальною операцією.
Після операції в печері залишилося понад тонни сміття: харчові залишки, пластикова упаковка, свердла, батарейки та медичні матеріали. Видалити це сміття було важливо для екосистеми печери, оскільки подібні матеріали в печерах можуть забруднювати ґрунтові води та середовище існування кажанів та інших печерних тварин. Очищення печери тривало шість років, до 2020 (сміття було можливо видаляти лише протягом 5-10 днів на рік з серпня по жовтень, коли кількість опадів у цих краях низька). Частину обладнання залишили в існуючих бівуаках для майбутніх спелеологічних експедицій.
Зальцбурзька рятувальниця Сабін Ціммеребнер, яка брала участь у порятунку Вестгаузера наступного року загинула від падіння каменя на голову у безіменній вертикальній печері в Гредігу.

## Фільм
- 2022: «Різендинг: важлива кожна година» (Riesending – Jede Stunde zählt (de)), двохсерійний драматичний телефільм. Режисер Йохан Александер Фрейданк(інші мови), у ролях  Верена Альтенбергер(інші мови) (Біргіт Еберхартер, прототипом якої послужила вищезгадана Сабіна Циммеребнер), Максиміліан Брюкнер(інші мови) та Анна Брюггеманн(інші мови).